# Фолерсоде
Фолерсоде (њем. Vollersode) општина је у њемачкој савезној држави Доња Саксонија. Једно је од 11 општинских средишта округа Остерхолц. Према процјени из 2010. у општини је живјело 3.101 становника. Посједује регионалну шифру (AGS) 3356010.

## Географски и демографски подаци
Фолерсоде се налази у савезној држави Доња Саксонија у округу Остерхолц. Општина се налази на надморској висини од 20 метара. Површина општине износи 46,4 km². У самом мјесту је, према процјени из 2010. године, живјело 3.101 становника. Просјечна густина становништва износи 67 становника/km².